# Palazzo della SKF Italia
Il Palazzo della SKF  è un palazzo per uffici, situato a Milano in Via Turati. Fu progettato da Eugenio e Ermenegildo Soncini, che lo realizzarono tra il 1948 e il 1950.    

## Storia e caratteristiche
Il processo di ricostruzione edilizia di Milano negli anni successivi al 1945 fu caratterizzato da un pensare nuovo, aperto al mondo della tecnica e della produttività. È in questo clima che la SKF affida allo Studio Soncini la realizzazione della propria sede milanese. 
Il risultato è un edificio dotato di impiantistica e di logica distributiva innovative: 
- l'impianto di illuminazione è realizzato con tubi fluorescenti[2] in tutto l'edificio. "Gli apparecchi illuminanti sono situati sopra le finestre; l'effetto conseguito è duplice: la direzione da cui proviene la luce è costante sia nelle ore diurne che notturne, mentre è di particolare suggestività l'illuminazione serale, non essendo visibile dall'esterno alcuna fonte di luce. [...] L'allarme antifurto è centralizzato e a raggi infrarossi."[3]

- gli ampi saloni sono liberamente suddivisibili in uffici mediante tramezze mobili con divisori di cristallo;
- la facciata è caratterizzata dalla invisibilità della struttura e dalle finestre a nastro, estese a tutto il fronte, realizzate con serramenti continui in lega leggera, a bilico, a doppia lastra, con interposta tenda a lamelle metalliche.[3][4]

Le nuove idee si realizzeranno pienamente, pochi anni dopo, nella facciata continua (curtain-wall) e nei grandi saloni con solai corrugati prefabbricati del Palazzo Galbani.